# Vereniging van Effectenbezitters
De Vereniging van Effectenbezitters (VEB) is een Nederlandse belangenvereniging voor beleggers, en onderscheidt als kerntaken belangenbehartiging en het zo goed mogelijk informeren van beleggers over actuele en relevante ontwikkelingen in de financiële wereld. De vereniging, opgericht in 1924, heeft circa 35.000 leden en is gezeteld in Den Haag. Haar missie is: “De VEB vertegenwoordigt beleggers in Europa met als doel het realiseren van een gezond rendement in een eerlijke en efficiënte financiële markt.” Op 8 maart 2024 vierde de vereniging haar honderdjarig bestaan in De Doelen.

## Geschiedenis
De vereniging werd in 1924 opgericht onder de naam Vereeniging van Fondsenhouders. Later is deze naam gewijzigd naar Vereniging Effectenbescherming en in 1987 werd de naam gewijzigd in Vereniging van Effectenbezitters, doorgaans afgekort tot VEB. Aanvankelijk richtte de VEB zich op de vertegenwoordiging van particuliere beleggers en kleine rechtspersonen zoals individuele pensioen- en stamrecht-bv's. Tegenwoordig is er ook de mogelijkheid voor institutionele beleggers om zich aan te sluiten bij de VEB.
De VEB is een professionele belangenbehartiger die in de eerste plaats opkomt voor de belangen van haar achterban, maar ook de belangen van een bredere groep beleggers dient. De VEB wil in haar verenigingsvorm de stem van de belegger vertegenwoordigen, en heeft algemene belangenbehartiging van beleggers als een van haar doelstellingen. Op basis van haar mandaat, reputatie en middelen kan de vereniging gewicht in de schaal leggen, waar dat het individu niet lukt.
Van oudsher richtte de VEB zich voornamelijk op de Nederlandse beurs. Omdat steeds meer wet- en regelgeving door de Europese Unie wordt ingesteld, heeft de VEB de aandacht uitgebreid naar beleggers en financiële markten buiten Nederland. De merknamen “VEB” en “Vereniging van Effectenbezitters” worden in toenemende mate vervangen door “European Investors-VEB”.

## VEB-directeuren
- Vanaf 1 oktober 2021 Gerben Everts
- Vanaf 1 oktober 2014 Paul Koster
- Vanaf 1 oktober 2007 Jan Maarten Slagter
- Vanaf eind 1995 Peter Paul de Vries
- Vanaf 1 januari 1987 Robert de Haze Winkelman
- Vanaf 1 augustus 1982 Arie Gerla

## Organisatie en Werkwijze
Om de gestelde doelen te kunnen behalen heeft de VEB circa 25 medewerkers in dienst, waaronder een aantal in effectenrechten gespecialiseerde advocaten en bedrijfseconomen. Onder leiding van directeur Gerben Everts houden zij zich bezig met het voeren van juridische acties, de publicatie van het beleggersmagazine “Effect” en de belangenbehartiging met betrekking tot een breed scala aan zaken die relevant zijn voor Europese beleggers. Daarbij treedt de VEB primair op voor haar (particuliere) leden en institutionele beleggers die zich als partner aan de VEB hebben verbonden.
Een belangrijke activiteit van de VEB is het bezoek aan de algemene vergadering van aandeelhouders (AVA) van beursgenoteerde bedrijven. Vrijwel alle Nederlandse en diverse Europese beursgenoteerde bedrijven worden bezocht door een interne of externe specialist van de VEB. In deze aandeelhoudersvergaderingen zet de VEB zich in voor het aandeelhoudersbelang op de lange termijn. Leden kunnen de VEB machtigen om namens hen te stemmen op de aandeelhoudersvergadering. Naast vertegenwoordiging op de AVA gaat de VEB de dialoog aan met beursgenoteerde bedrijven door middel van gesprekken met het management en briefwisselingen over onderwerpen als beloningsbeleid, financiering, waardecreatie en overnames.
Ook levert de VEB informatie en duiding bij marktontwikkelingen en doet onderzoek naar financieel dienstverleners en beleggingsproducten. Verder helpt de vereniging, zonder concrete adviezen te geven, beleggers bij het behalen van een rendement dat past bij hun risicoprofiel.
De VEB zet zich in voor transparante, eerlijke en betaalbare dienstverlening door contact te onderhouden met regelgevers, marktpartijen en andere belangenbehartigers. Daarnaast lobbyt de VEB in politiek Den Haag en Brussel.
Ten minste eenmaal per jaar kunnen de VEB-leden op de algemene ledenvergadering besluiten over onder andere decharge aan het bestuur en de raad van commissarissen. Ook is daar de mogelijkheid tot discussie over de activiteiten van de vereniging.
Leden van de VEB hebben doorlopend de mogelijkheid tot het stellen van beleggingsvragen en kunnen deelnemen aan (voor hen openstaande) juridische acties die de VEB voert. Via de website en het magazine Effect worden zij geïnformeerd over onderwerpen die gerelateerd zijn aan de financiële markten.
Binnen de categorie educatie heeft de VEB op haar website onafhankelijke informatie gebundeld voor zowel beginnende als gevorderde beleggers, als passieve en actieve beleggers. Hierbij richt zij zich ook tot personen die nog niet beleggen, maar voor wie beleggen wel een belangrijk onderdeel kan zijn van een gezonde financiële toekomst.
Op de website kunnen de leden van de VEB daarnaast gebruikmaken van digitale tools die helpen bij het kiezen van aandelen en ETF’s (Fondsselector en Stijlbeleggen) en de analyse van beursgenoteerde bedrijven (VEB Bedrijven Barometer en StockScreener).

## Acties
De VEB start juridische acties (VEB-acties) wanneer beleggers naar inzicht van het bestuur collectief gedupeerd zijn en er voldoende aanleiding en perspectief bestaat om een schadevergoeding te bewerkstelligen. Er is dan sprake van een collectieve actie. Te denken valt aan situaties waarin beursgenoteerde bedrijven misleidende of onvolledige informatie publiceren, onbehoorlijk bestuur voeren of er onrechtmatige verrichtingen hebben plaatsgevonden.
Vaak worden naast de onderneming zelf ook haar (voormalige) bestuurders persoonlijk gedaagd. Tevens kunnen gelieerde partijen als accountantskantoren en banken (die bijvoorbeeld overnames en claimemissies begeleiden) aansprakelijk gesteld worden. Deze werkwijze maakt het mogelijk om in sommige gevallen (een deel van) het door beleggers geleden verlies te compenseren.
Een compensatie komt meestal tot stand via een schikking, waarbij een compensatiebedrag beschikbaar wordt gesteld voor gedupeerde beleggers die aan bepaalde voorwaarden voldoen. De VEB zet zich in de eerste plaats in voor haar eigen leden en institutionele partners. Bij veel compensatieregelingen hebben leden en institutionele partners een voordeel ten opzichte van andere beleggers; sommige regelingen gelden zelfs uitsluitend voor leden en institutionele partners.
Hierna volgt een overzicht van de lopende procedures die de VEB voert, en afgesloten procedures waarin door de VEB een resultaat in de vorm van schadevergoeding is bereikt.

### Lopende procedures
SNS Reaal
Op 1 februari 2013 werd SNS REAAL door toenmalig minister van Financiën Jeroen Dijsselbloem genationaliseerd voor een bedrag van 3,7 miljard euro. Houders van aandelen en achtergestelde obligaties werden onteigend door gebruik te maken van de in 2012 ingevoerde interventiewet. Daarbij heeft de minister laten weten dat beleggers geen compensatie krijgen. De VEB voerde namens zowel aandelen- als obligatiebeleggers verweer tegen de onteigening bij de Raad van State. De onteigening werd niet onrechtmatig verklaard, wel kregen gedupeerde beleggers (gedeeltelijk) rechten terug om schade te mogen vorderen. De VEB is nog betrokken in twee procedures: de schadeloosstellingsprocedure en de enquêteprocedure. Hierin tracht zij schadevergoeding voor alle onteigende SNS effectenbezitters te vorderen.
Imtech
In september 2015 heeft de VEB de bestuurders en commissarissen van Imtech aansprakelijk gesteld voor mogelijke misleiding van beleggers voorafgaande aan het faillissement. De VEB en de curatoren van Imtech werken samen bij het onderzoek naar de oorzaken van het faillissement.
De VEB heeft in 2014 al een schikking gesloten met Imtech en accountant KPMG over compensatie van gedupeerde particuliere aandeelhouders die op 1 februari 2013 nabeurs Imtech-aandelen in portefeuille hadden.

### Afgesloten procedures
De VEB heeft met haar collectieve juridische acties voor miljarden euro’s aan compensatie bereikt voor beleggers. Hieronder volgt een selectie van aantal (grotere) afgeronde acties.
Steinhoff
Begin december 2017 verloor meubelgigant Steinhoff bijna 90 procent van zijn beurswaarde. European Investors-VEB ondersteunt het schikkingsvoorstel dat Steinhoff deed op 27 juli 2020. In oktober 2020 schikte de VEB ook met accountant Deloitte.
LCI
Na een lange enquêteprocedure daagde de VEB in 2011 de bestuurder, commissarissen en accountant van LCI (PwC) voor de rechter. Eind 2019 werd een schikking bereikt met de voormalige bestuurder, commissarissen en accountant van LCI.
Fortis
In maart 2016 bereikte de VEB een schikking met Ageas, de rechtsopvolger van Fortis. In 2017 werd een aangepaste schikkingsovereenkomst gesloten met Ageas, waarmee ruim 1,3 miljard euro beschikbaar werd gesteld voor schade die Fortis-beleggers leden in 2007 en 2008. De schikking is bereikt met beleggersorganisaties VEB, Deminor, Stichting FortisEffect en Stichting Investor Claims Against Fortis (Sicaf). De Fortisschikking is 13 juli 2018 verbindend verklaard door het gerechtshof Amsterdam. Op 21 december 2018 maakte Ageas bekend de schikking niet te beëindigen, en werd de schikking definitief. 
Landis
De Ondernemingskamer heeft op 15 december 2011 vastgesteld dat sprake was van wanbeleid bij het gefailleerde automatiseringsbedrijf Landis. In december 2016 zijn door de VEB schikkingen getroffen met de voormalige bestuurders en commissarissen van Landis en met de accountant, EY. Er was in totaal een bedrag van ruim 4,5 miljoen euro beschikbaar aan compensatie voor VEB-leden die in de periode 9 maart 2000 tot en met 10 april 2002 verlies hebben geleden op aandelen Landis.
InnoConcepts
Het onderzoek dat de curator van InnoConcepts in het voorjaar van 2015 naar buiten heeft gebracht, was aanleiding voor de VEB om de primair verantwoordelijken voor het faillissement van InnoConcepts – de bestuurders en commissarissen van InnoConcepts – op 7 december 2016 te dagvaarden. Eerder werden bestuurders, commissarissen, accountant Deloitte en huisbankier ING al aansprakelijk gesteld. Voor VEB-leden is daarna in drie deelschikkingen (met de accountant, ING en de voormalige bestuurders en commissarissen) een compensatie bereikt.
Alex Vermogensbeheer
Verschillende klanten van Alex Vermogensbeheer hebben in 2014 geklaagd over de achterblijvende resultaten en informatievoorziening in de periode van 8 september 2012 tot en met 26 augustus 2014. De VEB bereikte samen met Vermogensmonitor overeenstemming over de afhandeling van deze klachten ten behoeve van VEB-leden en cliënten van Vermogensmonitor.
Van der Moolen
De VEB verzocht de Ondernemingskamer een diepgaand onderzoek in te stellen naar de oorzaken van het faillissement van handelshuis Van der Moolen. In februari 2013 stelde de Ondernemingskamer wanbeleid vast als belangrijkste oorzaak. In juli 2015 maakte de VEB bekend dat een schadevergoeding voor gedupeerde leden was bereikt, in de vorm van een schikking met de voormalige bestuurders en commissarissen en hun aansprakelijkheidsverzekeraar.
World Online
De VEB sloot in 2010 een schikking met de banken die de beursgang van World Online begeleidden. In het totaal konden gedupeerde beleggers een bedrag van bijna 110 miljoen euro verdelen. Daarvoor diende men wel lid te zijn van de VEB.
KPNQwest
De VEB schikte in 2010 met de aandeelhouders van het failliete kabelbedrijf KPNQwest voor een bedrag van 19 miljoen euro. Dit bedrag is verdeeld over circa 5500 aandeelhouders die zich hadden aangesloten bij de VEB.
Shell
In het voorjaar van 2007 bereikte de VEB samen met enkele institutionele beleggers een schikking van 380 miljoen dollar voor gedupeerde beleggers in het aandeel Shell buiten de Verenigde Staten. Deze schikking werd in mei 2009 verbindend verklaard door het Gerechtshof Amsterdam. Shell-beleggers die in de periode van 8 april 1999 tot en met 18 maart 2004 aandelen Shell kochten en daar verlies op leden kwamen in aanmerking voor deze schikking. Later heeft de Amerikaanse toezichthouder SEC nog een schikking bereikt, waaruit gedupeerde Shell-aandeelhouders nog eens 120 miljoen dollar konden ontvangen.
Unilever
Op 11 november 2006 heeft Unilever bekendgemaakt dat zij onder andere met de VEB overeenstemming heeft bereikt in een juridisch geschil over de in 1999 uitgegeven NLG 0,10 cumulatief preferente aandelen Unilever N.V. ("preferente aandelen"). Er werd 1,54 euro per aandeel vergoed.
Ahold
Eind 2005 trof de VEB een schikking met Ahold wegens de boekhoudaffaire die in 2003 in de openbaarheid kwam. Het schikkingsbedrag kwam uit op 1,1 miljard euro. In juni 2018 werd ook een compensatieregeling bereikt met Deloitte, de accountant ten tijde van de boekhoudfraude.
Voorwetenschapszaken
Een aparte categorie zaken waarin de VEB schadevergoeding heeft weten te behalen, betreft het uitlekken van koersgevoelige informatie (voorwetenschap). Beleggers die hun aandelen hebben gekocht of verkocht op een moment waarop bepaalde informatie nog niet openbaar was, maar volgens de VEB wel al invloed heeft gehad op de koers, werden daarin gecompenseerd. Het gaat onder andere om Super de Boer, Vedior, Numico, Wavin, Ziggo, VolkerWessels, Fugro en NIBC.

## Ledenmagazine Effect
De leden van de VEB ontvangen elf keer per jaar het magazine Effect. Hierin worden financieel-economische en juridische onderwerpen besproken die belangrijk zijn voor beleggers. Een aantal onderwerpen dat regelmatig aan bod komt is:
- Analyses van beursgenoteerde ondernemingen: Eén of meerdere ondernemingen worden onder de loep genomen. Daarbij wordt kwantitatief en kwalitatief uitgelegd hoe de zaken er voor staan en op welke terreinen kansen en risico’s liggen. Voor een speciaal type analyse, de VEB Bedrijven Barometer, zijn zeven criteria opgesteld om het potentieel van een belegging in een beursgenoteerde onderneming te beoordelen. Deze criteria zijn: Waardecreatie, Duurzame Concurrentievoordelen, Groei, Waardering, Balans, Dividend en Corporate Governance.

- Onderzoek: De VEB voert eigen onderzoek uit naar aanbiedingen en ontwikkelingen op de financiële markten. Daarbij is te denken aan onderzoeken over bescherming en inrichting van een beleggingsportefeuille, naar niet-beursgenoteerde beleggingen (als vastgoed en crowdfunding) en naar vermogensbeheerders. Een jaarlijks terugkerend thema is ook het brokeronderzoek, waarin banken en brokers worden vergeleken op het gebied van kosten en dienstverlening. In Effect worden de leden geïnformeerd over de onderzoeksresultaten, en hoe zij hiermee hun voordeel kunnen doen.

- Juridische zaken: Hierin worden ontwikkelingen in de collectieve acties van de VEB beschreven, maar ook andere juridische onderwerpen waar beleggers mee te maken kunnen krijgen.

- Sectoranalyse: Omdat bedrijven niet in een vacuüm opereren worden in deze rubriek sectorbrede ontwikkelingen beschreven. Elke editie wordt één specifieke sector uitgelicht, met daarbij de belangrijkste bedrijven en hun positie binnen en invloed op de markt.

- Interview: Bekende personen uit de financiële wereld krijgen in Effect de mogelijkheid om hun visie en/of strategie toe te lichten. Vaak zijn dit CEO’s van beursgenoteerde ondernemingen, fondsmanagers of bekende economen.

- Macro-analyse: Omdat financiële markten vaak sterk reageren op veranderingen in macro-economische factoren, wordt daar ook aandacht aan besteed. Hier worden de verbanden tussen de macro-economische grootheden uitgelegd en geduid.

- Lezerspost: Leden van de VEB kunnen brieven of e-mails sturen naar de redactie van Effect. Hiervan wordt een selectie gemaakt om af te drukken in Effect. De VEB beantwoordt in deze rubriek ook vragen die voor een grote groep beleggers relevant zijn.

## Beleggersservice
Leden die vragen hebben over beleggingskwesties kunnen contact opnemen met de Beleggersservice van de VEB. Zij kunnen daar telefonisch of per e-mail terecht voor meer informatie over de juridische acties die de VEB voert, of duiding bij ontwikkelingen op de beurs en gebeurtenissen rond de effecten die zij in hun beleggingsportefeuille hebben.
De Beleggersservice biedt tevens kennis aan leden die een geschil hebben met hun vermogensbeheerder, beleggingsadviseur, bank of broker. Vaak gaat het daarbij om zogeheten zorgplichtzaken die door het Klachteninstituut Financiële Dienstverlening (KiFiD) beslecht kunnen worden. De Beleggersservice mag geen juridisch advies geven, maar deelt wel kennis, informatie en ervaringen die beleggers kunnen laten meewegen in hun keuze voor een eigen procedure.
Contact met de Beleggersservice is gratis voor leden van de VEB.

## European Investors-VEB
De VEB richtte samen met de European Financial Education Foundation (EFEF) in juli 2015 European Investors op, als vertegenwoordiger van alle particuliere beleggers in Europa. Vanaf 2021 is European Investors-VEB de naam waaronder de organisatie opereert buiten Nederland. De European Investors-tak reageert op consultaties van Europese instanties, neemt deel aan werkgroepen en conferenties en voert de procedures in juridische acties inzake beursfondsen buiten Nederland.